# 牧野橋
牧野橋（まきのばし）は、福島県田村市にある磐越自動車道の道路橋である。

## 概要
- 全長：527.9m/538m[1]
- 幅員：9m[1]
- 形式：27/24径間混合桁橋（25/22径間PC桁橋＋鋼単純鈑桁橋＋鋼単純箱桁橋）
- 竣功：2003年/1993年[1]

小野インターチェンジ～田村スマートインターチェンジ間に位置し、一級水系阿武隈川水系牧野川とそれに並行する福島県道301号栗出菅谷線、さらに周辺の市道や農地を渡る。起点側である南詰は大越町栗出字泉田、字滝沢に、北詰は大越町牧野字鍛冶屋に位置する。1995年の郡山以東全線開通に伴い下り線を用いた暫定2車線で供用が開始され、のちの4車線化に伴い上り線側橋梁の供用が開始された。福島県内の磐越自動車道内で2番目に長く、郡山ジャンクション以東では最長の橋梁である。牧野川渡河部である上り第7径間、下り第6径間は鋼鈑桁橋が、県道交差部である上り第12径間、下り第11径間は鋼箱桁橋が用いられ、その他高架部はPC連続桁橋が採用されている。起点側橋台は下り側のみ市道を跨ぐボックスカルバートになっており、また県道交差部が斜橋となり橋脚位置が上下でずれが発生していることから上下線橋梁で径間数が異なる。

## 沿革
- 1993年 - 下り線橋梁竣功
- 1995年8月2日 - いわきジャンクション～郡山ジャンクション間の開通に伴い暫定2車線での供用が開始される
- 2003年 - 上り線橋梁竣功
- 2006年11月22日 - 小野インターチェンジ～阿武隈高原サービスエリア間の4車線化に伴い上り線の供用が開始される。

## 周辺
- 国道349号
- 栗出館跡

## 隣の橋
牧野川
（上流） - 御舘橋 - 牧野橋 - 高柴橋 - （下流）